# محمد قاسم الكستي
محمد قاسم الكستي (1869 - 1932)، حاكم القضاء الشرعي لمدينة بيروت أواخر العصر العثماني وقاضيها المدني في عهد الانتداب الفرنسي.
ولد محمد قاسم الكستي بحي زقاق البلاط في بيروت أوائل الربع الأخير من القرن التاسع عشر الميلادي، وتتلمذ على حلقات علم شيوخ المدينة وقاضتها الشرعيين، ثم تخرج سنة 1894م ليحمل صفة الفضيلة، حيث لبس العمامة في سن مبكر، وبرز في التشريع والقضاء فولَّاه والي بيروت محمد البابان حاكمًا لقضائها الشرعي سنة 1899م ثم مديرًا عامًا للمكتبة العثمانية. وفي سنة 1911م منحه الوالي العثماني النيشان السلطاني المجيدي، وبعد إعلان دولة لبنان الكبير عيَّن المندوب السامي الفرنسي مكسيم ويغان محمد الكستي قاضيًا مدنيًا إضافةً لعمله قاضيًا شرعيًا لمدينة بيروت، ومنحه لاحقًا وسام جوقة الشرف الفرنسي، ثم قاضيًا لمجلس الأوقاف الإسلامية، واستمر في عمله حتى وافته المنية سنة 1932م.